# Cordillère Darwin
Pour les articles homonymes, voir Darwin.
La cordillère Darwin (en espagnol : cordillera Darwin) ou cordillère fuégienne occidentale, est une chaîne de montagnes située au Chili, sur une péninsule à l’ouest de la grande île de la Terre de Feu. Elle représente le cordon montagneux le plus austral de la cordillère des Andes. Jusqu’en 2011, la cordillère Darwin était l'une des dernières terrae incognitae de la planète.

## Toponymie
La cordillère Darwin est baptisée ainsi en 1832 par son découvreur, Robert FitzRoy, le capitaine du navire HMS Beagle, en hommage au naturaliste Charles Darwin qui séjournait à son bord.

## Géographie

### Situation

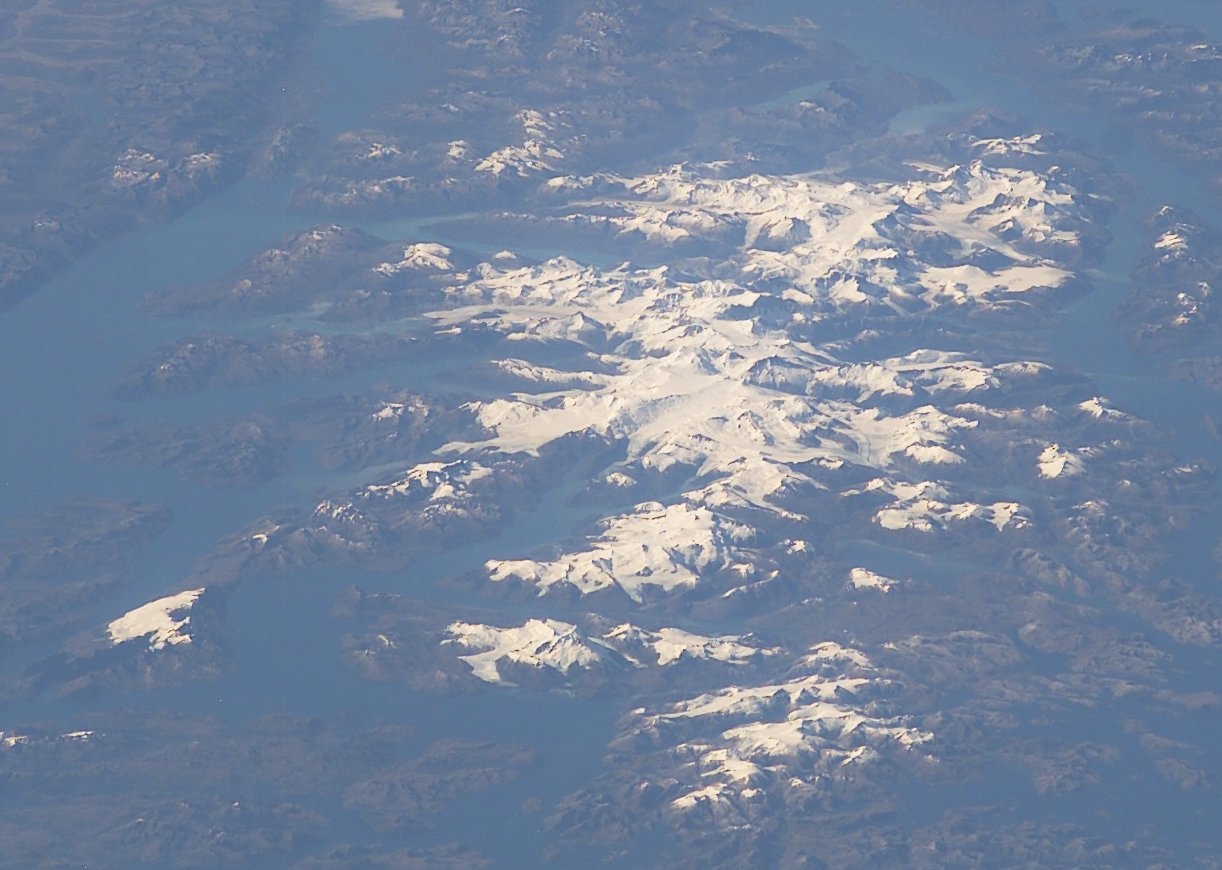
La cordillère vue du ciel

Elle est située entre 54°15' et 54°50' de latitude sud et 69°15' et 71°30' de longitude ouest. C'est une bande de terre de 60 kilomètres de large pour 170 km de long principalement occupée par un champ glaciaire de plus de 2 300 km2 soit environ la même superficie que l'ensemble des glaciers des Alpes. Son point culminant est le mont Shipton, dont l’altitude est de 2 469 m.
Elle est entourée de mer : longée au nord par le canal Almirantazgo — relié au détroit de Magellan —, au sud par le canal Beagle, elle se termine à l’ouest par le canal Cockburn et l’océan Pacifique. Seule sa partie Est est reliée à la terre, proche de la frontière avec l’Argentine. Les villes les plus proches sont Ushuaïa, en Argentine ainsi que Puerto Williams et Porvenir, au Chili. Cependant il est impossible de se rendre dans les montagnes depuis cette ville par voie terrestre, en raison d’un terrain particulièrement difficile et de problèmes frontaliers. Les navires et les voiliers sont les plus adaptés pour son accès. La cordillère Darwin fait partie du parc national Alberto de Agostini.

### Principaux sommets
- Mont Shipton
- Mont Darwin
- Mont Sarmiento
- Mont Francés
- Mont Italia
- Mont Bove
- Mont Roncagli
- Mont Luis de Saboya
- Mont Dalla Vedova
- Mont Buckland (en)

### Principaux glaciers
- Glacier Stoppani
- Glacier Roncagli
- Glacier Romanche
- Glaciers du fjord Pía
- Glacier Ventisquero Grande
- Glacier Marinelli
- Glacier Dalla Vedova
- Glaciers du mont Sarmiento

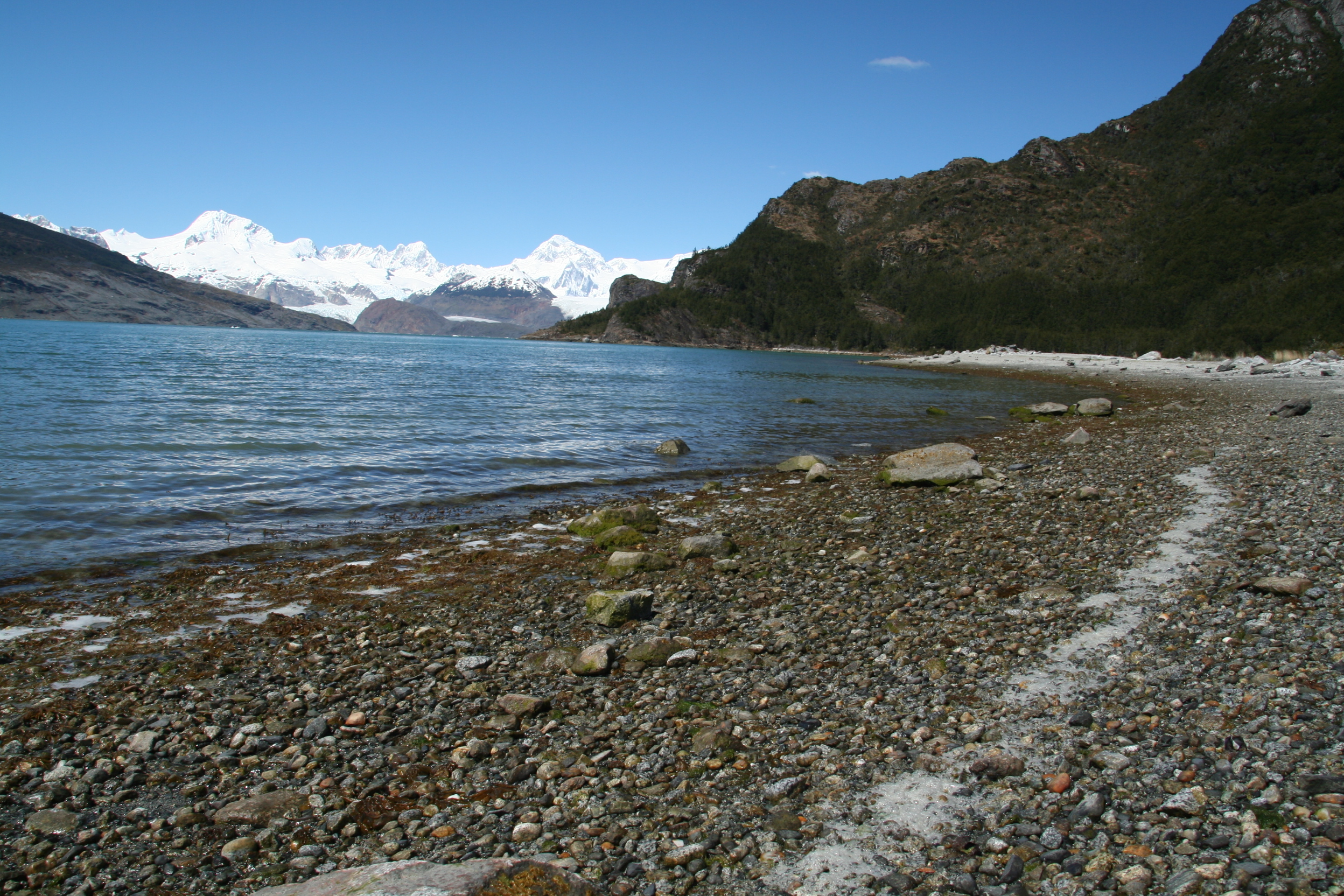
Le glacier Marinelli
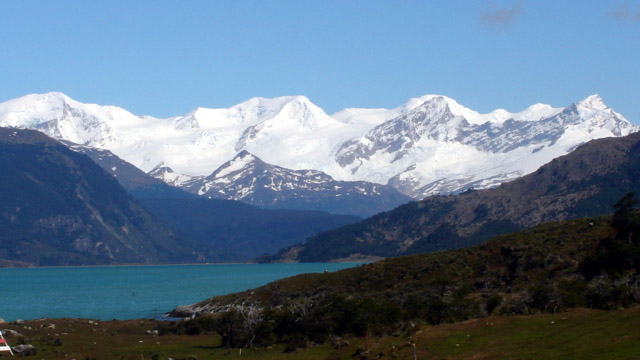
Le glacier Stoppani vu de la baie Yendegaia

### Climat

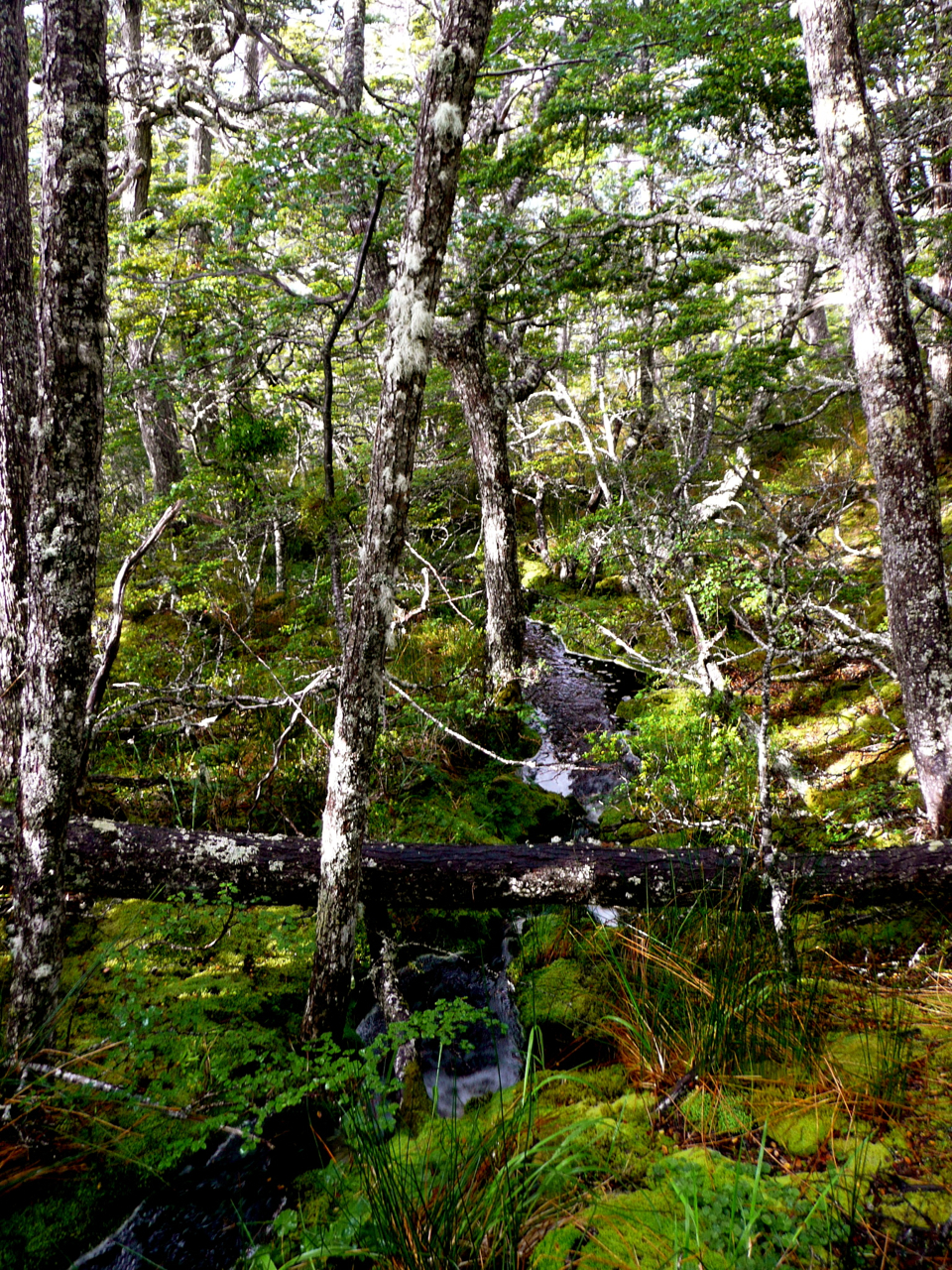
Un sous-bois à Caleta Beaulieu

La cordillère Darwin présente l'un des climats les plus extrêmes du globe. De caractère extrêmement changeant et violent (alternance de pluie, neige, vent, et périodes de calme), le climat de la cordillère rend son accession particulièrement difficile. Les précipitations y sont quasi continues sur toute l'année et ont créé d'immenses glaciers se jetant dans les fjords, comme la baie España et dans les canaux entourant la cordillère (le canal de Beagle et le canal Almirantazgo). La vitesse d'avancée de ces glaciers sont parmi les plus fortes du globe et rendent le terrain de la cordillère particulièrement changeant. Les coups de vent peuvent être redoutables et arriver de manière totalement imprévue et sans signe avant-coureur (ce vent appelé williwaw peut atteindre 250 km/h).
Ce climat particulier a fait se développer une végétation adaptée au climat rude de la cordillère (arbustes rachitiques, arbres recouverts de mousses).

## Histoire
Après la découverte du détroit de Magellan en 1520 et du canal de Beagle en 1830, le premier véritable explorateur terrestre de cette cordillère, au début XXe siècle est le Père Alberto María De Agostini. Il s’est cependant cantonné aux parties le plus accessibles, à l’est et à l’ouest, comme le feront la plupart des explorateurs après lui.
Une soixantaine d'expéditions seront menées entre 1950 et nos jours, à 95 % dans les parties est et ouest de cette chaîne de montagnes. Les sommets les plus tentés sont les monts Sarmiento, Francés, Bove et Roncagli. Cependant, le taux de réussite de ces expéditions est très faible.
En 1961, l'alpiniste anglais Eric Shipton, accompagné de trois Chiliens, gravit le sommet le plus élevé, le mont Shipton (2 469 m). À la suite d'une expédition néozéalandaise en 1970, le sommet a été nommé mont Shipton par l'Institut géographique militaire chilien pour éviter la confusion avec le mont Darwin, visible depuis le canal de Beagle.
Simon Yates a effectué cinq expéditions dans lesquelles il a réalisé la première du mont Ada (2 100 m), des monts Ionara I (2 340 m) et II (2 070 m) — il nomme ces sommets en l'honneur aux voiliers Ada et Ionara qui le mènent au pied des sommets à partir du canal Beagle — et la troisième réussite de l'ascension du mont Frances (2 200 m).
La première traversée de la zone centrale, jusqu'alors inexplorée, a été réalisée en solitaire par l'explorateur franco-suisse Christian Clot en automne 2006, après plusieurs tentatives infructueuses, qu'il raconte dans le livre Ultima Cordillera, au cœur des tempêtes.
Cette zone reste majoritairement inexplorée et ne comporte que très peu de cartes (cartes de navigation ou des terrains au demeurant peu fiables). Les zones les plus souvent explorées se situent sur les extrémités Est et Ouest de la chaîne montagneuse.
Cependant, en 2008, une expédition canadienne, Darwin Range Traverse composée de Keri Medig, Steve Ogle et Dean Wagner, tente la traversée de la cordillère. Les mauvaises conditions climatiques et la difficulté du terrain font échouer leur objectif.
En septembre 2009, l'expédition française Un rêve de Darwin dirigée par Yvan Estienne ne parvient pas à atteindre son objectif de traverser d'est en ouest la cordillère après de nombreuses tentatives durant 45 jours et malgré un groupe composé de 10 guides de haute-montagne. Cependant, certains sommets vierges sont atteints comme celui qu'ils nomment mont Karine Ruby (1 200 m) en hommage à la snowboardeuse française morte accidentellement en montagne en mai 2009.
Pour la première fois, le 4 octobre 2011, une expédition Sur le fil de Darwin menée par le capitaine Lionel Albrieux et composée de cinq alpinistes — Lionel Albrieux, Sebastien Bohin, Didier Jourdain, Sebastien Ratel et Francois Savary — appartenant au Groupe militaire de haute montagne (GMHM) de l'armée française basé à Chamonix ainsi qu’un alpiniste civil Dimitri Munoz, a traversé intégralement la cordillère de Darwin d’ouest en est soit 150 km et ce en totale autonomie. Partis du versant occidental de la chaîne montagneuse le 6 septembre, leur périple s'achève sur les rives du canal de Beagle et a donc duré 28 jours. La préparation des alpinistes du GMHM n'a pas été négligée. Le groupe s'est organisé en fonction de paramètres déterminés, comme la durée de l'expédition — 35 jours étaient initialement prévus. Les charges à porter ont été optimisées, au gramme près, chacun transportant tout de même sur son dos et son traineau 75 kg de matériel, nourriture comprise. Leurs smartphones leur ont servi de GPS.